# Лінійна комбінація
Лінійна комбінація —  вираз, побудований на множині елементів шляхом множення кожного елемента на коефіцієнти з подальшим додаванням результатів (наприклад, лінійною комбінацією x і y буде вираз такого вигляду αx + βy, де α і β- коефіцієнти).. 
Поняття лінійної комбінації є одним з ключових в лінійній алгебрі та суміжних галузях математики. У класичному випадку лінійна комбінація розглядається в контексті векторних просторів, але існують узагальнення на довільні модулі над кільцями та бімодулі.

## Визначення
Якщо K поле (наприклад, поле {\displaystyle \mathbb {R} } дійсних чисел) і V є векторним простором над K (елементи V - вектори, а елементи K - скаляри). Якщо {\displaystyle v_{1},\dots ,v_{n}} - вектори, а {\displaystyle a_{1},\dots ,a_{n}} - скаляри, то лінійна комбінація цих векторів зі скалярами в якості коефіцієнтів - це:
{\displaystyle a_{1}v_{1}+a_{2}v_{2}+a_{3}v_{3}+\cdots +a_{n}v_{n}}.
Існує деяка двозначність у застосуванні поняття “лінійна комбінація”, оскільки воно може відноситись як і до самого виразу, так і до його результату. У більшості випадків мається на увазі значення, так як множину всіх лінійних комбінацій {\displaystyle v_{1},\dots ,v_{n}} завжди утворюють підпростір. Однак можна сказати також “дві різні лінійні комбінації можуть дати це саме значення” і в цьому випадку під лінійною комбінацією потрібно розуміти вираз. Слабо відчутна різниця між цими двома поняттями є сутністю поняття лінійної залежності - сімейство векторів F лінійно незалежні в точності тоді, коли будь-яка лінійна комбінація векторів з F (як значення) єдина (як вираз). У будь-якому випадку, навіть якщо лінійна комбінація розглядається як вираз, все це відноситься до коефіцієнтів для кожного vi тривіальна зміна (наприклад, перестановки елементів або додавання елементів з нульовими коефіцієнтами) не дають іншої лінійної комбінації.
У залежності від ситуації K і V можуть бути задані явно, або можуть бути очевидними від контексту. У останньому випадку часто говорять про лінійну комбінацію векторів {\displaystyle v_{1},\dots ,v_{n}} з довільними коефіцієнтами (за винятком того, що вони належать K). Або, якщо S - підмножина V, то можна говорити про лінійну комбінацію векторів з S, де і коефіцієнти, і вектори не специфіковані - за винятком тієї вимоги, що вектори повинні належати множині S, а коефіцієнти - полю K. Нарешті, можна говорити просто про лінійні комбінації, де нічого не специфіковано ( за винятком того, що вектори повинні належати множині V, а коефіцієнти - полю K). У цьому випадку, можливо, мова йде про вираз, оскільки будь-який вектор V однозначно є значенням деякої лінійної комбінації.
За означенням, лінійна комбінація включає тільки скінченну множину векторів (за виключенням спеціальних узагальнень). Однак множина S, з якої беруться вектори, можу бути нескінченною. Кожна ж індивідуальна лінійна комбінація включає лише кінцеве число векторів з цієї множини. Також немає причин, щоб {\displaystyle n} не міг бути нульовим: рахується, що в цьому випадку результат лінійної комбінації буде нульовий вектор у V.

## Приклади та контрприклади

### Вектори
Нехай поле K - множина {\displaystyle \mathbb {R} } дійсних чисел, а простір векторів V - евклідів простір {\displaystyle \mathbb {R} ^{3}}. Будь-який вектор у {\displaystyle \mathbb {R} ^{3}} є лінійною комбінацією одиничних векторів {\displaystyle e_{1}=(1,0,0),e_{2}=(0,1,0),e_{3}=(0,0,1)}.
Наприклад, вектор {\displaystyle (a_{1},a_{2},a_{3})} можна записати: 
{\displaystyle (a_{1},a_{2},a_{3})=(a_{1},0,0)+(0,a_{2},0)+(0,0,a_{3})}{\displaystyle =a_{1}(1,0,0)+a_{2}(0,1,0)+a_{3}(0,0,1)}{\displaystyle =a_{1}e_{1}+a_{2}e_{2}+a_{3}e_{3}.}

### Функції
Нехай K - множина {\displaystyle \mathbb {C} } всіх комплексних чисел, і нехай V - множина всіх неперервних функцій з дійсної прямої {\displaystyle \mathbb {R} } в комплексну площину {\displaystyle \mathbb {C} }. Взявши вектори (функції) {\displaystyle f} і {\displaystyle g}, визначених формулами (тут {\displaystyle e} - основа натурального логарифма і {\displaystyle i} уявна одиниця):
{\displaystyle f(t)=e^{it}}, {\displaystyle g(t)=e^{-it}},
можна отримати серед інших наступні їх лінійні комбінації:
- {\displaystyle \cos t={\begin{matrix}{\frac {1}{2}}\end{matrix}}e^{it}+{\begin{matrix}{\frac {1}{2}}\end{matrix}}e^{-it}},
- {\displaystyle 2\sin t=(-i)e^{it}+(i)e^{-it}}.

З іншого боку, постійна функція 3 не є лінійною комбінацією {\displaystyle f} і {\displaystyle g}.

### Многочлени
Нехай K - це {\displaystyle \mathbb {R} }, {\displaystyle \mathbb {C} } або будь-яке поле, і нехай V - множина P всіх многочленів з коефіцієнтами із K. Нехай задані вектори (многочлени) {\displaystyle p_{1}=1,p_{2}=x+1,p_{3}=x^{2}+x+1}.
Чи є многочлен {\displaystyle x^{2}-1} лінійною комбінацією {\displaystyle p_{1},p_{2},p_{3}}?
Щоб визначити це, чи є многочлен {\displaystyle x^{2}-1} лінійною комбінацією {\displaystyle p_{1},p_{2},p_{3}} можна записати комбінацію з довільними коефіцієнтами {\displaystyle a_{1},a_{2},a_{3}} і прирівняти її до даного многочлену
{\displaystyle a_{1}(1)+a_{2}(x+1)+a_{3}(x^{2}+x+1)=x^{2}-1}.
Розкриваючи дужки,
{\displaystyle (a_{1})+(a_{2}x+a_{2})+(a_{3}x^{2}+a_{3}x+a_{3})=x^{2}-1},
і звівши однорідні многочлени
{\displaystyle a_{3}x^{2}+(a_{2}+a_{3})x+(a_{1}+a_{2}+a_{3})=1x^{2}+0x+(-1)},
випливає
{\displaystyle a_{3}=1,\quad a_{2}+a_{3}=0,\quad a_{1}+a_{2}+a_{3}=-1}.
Розв'язком цієї системи лінійних рівнянь є {\displaystyle a_{1}=-1,a_{2}=-1,a_{3}=1}. Таким чином, даний многочлен записується лінійною комбінацією  {\displaystyle p_{1},p_{2},p_{3}}:
{\displaystyle x^{2}-1=-1-(x+1)+(x^{2}+x+1)=-p_{1}-p_{2}+p_{3}}.

Інший приклад — {\displaystyle x^{3}-1}, він не може бути представлений лінійною комбінацією {\displaystyle p_{1},p_{2},p_{3}}:
{\displaystyle 0x^{3}+a_{3}x^{2}+(a_{2}+a_{3})x+(a_{1}+a_{2}+a_{3})}
{\displaystyle =1x^{3}+0x^{2}+0x+(-1),}
звівши тепер коефіцієнти для {\displaystyle x^{3}}, отримаємо суперечність {\displaystyle 0=1}.

## Лінійна оболонка
Нехай {\displaystyle S=\{v_{1},\dots ,v_{n}}} — вектори в деякому векторному просторі V над деяким полем K. Множина всіх лінійних комбінацій цих векторів називається лінійною оболонкою (чи просто оболонкою) векторів з S. Позначення — {\displaystyle \mathrm {span} (S)} чи {\displaystyle \mathrm {Sp} (S)}:
{\displaystyle \mathrm {Sp} (v_{1},\ldots ,v_{n}):=\{a_{1}v_{1}+\cdots +a_{n}v_{n}\mid a_{1},\ldots ,a_{n}\subseteq K\}}.

## Лінійна незалежність
Для деяких наборів {\displaystyle v_{1},...,v_{n}} векторів можуть бути представлені у вигляді лінійної комбінації неоднозначно:
{\displaystyle v=\sum a_{i}v_{i}=\sum b_{i}v_{i}}, де {\displaystyle (a_{i})\neq (b_{i})}
Якщо відняти третій член рівності з другого і позначити коефіцієнтами <math>c_i = a_i - b_i</math>,  отримаємо нетривіальну комбінацію, яка в результаті дасть нульовий вектор:
{\displaystyle 0=\sum c_{i}v_{i}.}
Якщо таке можливо, набір {\displaystyle v_{1},...,v_{n}}  називається лінійно залежним. У іншому випадку - лінійно незалежні. Аналогічно говорять про залежність чи незалежність довільної множини векторів S. 
Якщо S - лінійно незалежним і оболонка S збігається з V, говорять, що S є базою(базисом) у V.

## Афінна, конічна і опукла комбінація
Якщо наложити коефіцієнти, які використовуються у лінійній комбінації, деякі умови, отримаємо поняття концепції барицентричної комбінації (чи афінної комбінації), конічні комбінації і опуклої комбінації, а  також відповідного поняття множин таких лінійних комбінацій
| Тип комбінації           | Обмеження на коефіцієнти                                   | Назва множини        | Модель простору                  |
| ------------------------ | ---------------------------------------------------------- | -------------------- | -------------------------------- |
| Лінійна комбінація       | без обмеження                                              | Векторний підпростір | {\displaystyle \mathbf {R} ^{n}} |
| Барицентрична комбінація | {\displaystyle \sum a_{i}=1}                               | Афінний підпростір   | Афінна гіперплощина              |
| Конічна комбінація       | {\displaystyle a_{i}\geq 0}                                | Опуклий конус        | Квадрант / Октант                |
| Опукла комбінація        | {\displaystyle a_{i}\geq 0} и {\displaystyle \sum a_{i}=1} | Опукла множина       | Симплекс                         |

Оскільки тут є місце обмеження на вид комбінацій, то в результаті отримаємо більш широкі класи об'єктів. Таким чином, поняття афінних підмножин, опуклих конусів і опуклих множин виступають як узагальнене поняття векторного простору: векторний простір одночасно є також і афінним підпростором, і опуклим конусом, і опуклою множиною, але опукла множина зовсім не обов'язково буде векторним чи афінним підпростором чи опуклим конусом.
Ці поняття виникають, коли беруть визначення лінійної комбінації об'єктів, але не будь-які. Наприклад, розподілення ймовірностей замкнуті відносно операцій утворення опуклих комбінацій ( і утворюють опуклу множину), але не конічних, барицентричних чи лінійних (останні комбінації визначають заряди).
Лінійну і барицентричну комбінацію можна визначити для будь-якого поля (чи кільця), а конічна і опукла комбінація потребує поняття “позитивного”, так що їх можна визначити тільки над впорядкованим полем (чи впорядкованим кільцем).
Якщо дозволено тільки множення на скаляр, але не додавання, отримаємо (не обов'язково опуклий) конус. Часто обмежуються множенням тільки на додатковий скаляр.

## Теорія операд
На більш загальній мові теорію операд можна розглядати векторний простір як алгебри над операдою {\displaystyle \mathbb {R} ^{3}}(нескінченна пряма сума, в якої тільки кінцеве число члена є ненульовим), який параметризує лінійні комбінації. Наприклад, вектор {\displaystyle (2,3,-5,0,\dots )} в такому підході відповідає лінійній комбінації  {\displaystyle 2v_{1}+3v_{2}-5v_{3}+0v_{4}+\cdots }. Подібним образом можна розглядати барицентричні, конічні і опуклі комбінації як відповідні підоперадам, у яких члени в сумі дають 1, члени яких невід’ємні, чи і то, і інше. Такі комбінації  будуть нескінченними афінними гіперплощинами, нескінченними гіпероктантами і нескінченними сімплексами.
З цієї точки точки зору лінійна комбінація може розглядатись як найбільша загальна операція у векторному просторі, якщо векторний простір є алгеброю над операдою лінійної комбінації, це в точності означає, що всі можливі алгебраїчні операції у векторному просторі є лінійними комбінаціями. 
Основні операції додавання і множення на скаляр разом з існуванням адитивноті рівності і адитивної інверсії неможливо скомбінувати більше складним образом, ніж утворенням лінійної комбінації. Ці основні операції є генерувальними множинами для операди всіх лінійних комбінацій.

## Узагальнення
Якщо V - топологічний векторний простір, то можна застосувати наявну топологію V і дати сенс деяким нескінченним лінійним комбінаціям елементів цього простору. Наприклад, можна говорити про картинка[прояснити] до нескінченності. Такі нескінченні лінійні комбінації не завжди мають сенс, зазвичай сенс вдається надати тільки збіжним комбінаціям. Збільшення запасу допустимих лінійних комбінацій може призвести до зміни об'єму поняття оболонки, лінійної незалежності й бази.
Якщо K — комутативне кільце, а не поле, то все, що говорилось про лінійні комбінації вище, узагальнюється на цей випадок без змін. Єдина різниця — такі простори називають модулями (а не векторними просторами), і не всі результати, справедливі стосовно до векторних просторів, залишаються справедливими й щодо модулів.
Якщо K — некомутативне кільце, то поняття лінійної комбінації з коефіцієнтами із K також можна запровадити — з тією особливістю, що модулі над некомутативним кільцем можуть бути ліві та праві, то і лінійна комбінація може теж бути лівою і правою.
Складнішою є ситуація, коли V — бімодуль над двома кільцями {\displaystyle K_{L}} і {\displaystyle K_{R}}. У цьому випадку найбільш загальний вид лінійної комбінації такий:
{\displaystyle a_{1}v_{1}b_{1}+\cdots +a_{n}v_{n}b_{n}},
де {\displaystyle a_{1},\dots ,a_{n}} належить {\displaystyle K_{L}}, належить {\displaystyle K_{R}}, і {\displaystyle v_{1},\dots ,v_{n}} належить V.

## Застосування
Важливим застосуванням лінійної комбінації є хвильові функції та квантова механіка.